# Peter (De) Malpart
Peter (De) Malpart var fransk dansmästare vid Uppsala universitet 1713 till sin död 1728.
Härkomsten är okänd för Peter Malpart, med andra namnformer Petter Malpart, P. De Malpart i skrivelse på franska. Vid hans död i oktober 1728 talades om eventuella arvingar i Frankrike. Han rekommenderades 1712 av grevinnan Stina Piper, maka till universitetskanslern Carl Piper, då i Bender. Malpart utnämndes 30 maj 1713 till dansmästare vid Uppsala universitet.
Liksom övriga exercitiemästare anbefalldes Malpart att ge gratis undervisning till studenter. Från 1720 tog han emot sex studenter som utsetts av respektive nation. 1724 fick han klagomål för att han inte ville undervisa professordöttrarna i deras hem utan begärde att de kom till honom i Exercitiehuset. Han fick dock ge med sig.
1724 krävde Malparts fördansare Jean Du Bois 21 år, kontrakt av Malpart vilket denne nekade med hänsyn till att Du Bois var gesäll under utbildning. Malpart protesterade samma år mot intrång i sitt privilegium av löjtnanten N. Hoffman  som undervisade studenterna. Han fick rätt av landshövdingen.  På grund av vacklande hälsa 1728 avlönade han vikarien Johan Hiort. I bouppteckningen fanns bland annat en fiol med fodral, en pochette, en fransk dansbok, en dansbok i två band.